# Paul Reiss
Pour les articles homonymes, voir Reiss.
Paul Reiss, né le 24 mars 1901 à Strasbourg et exécuté le 22 juin 1944 à Saint-Just (Cantal), est un résistant et médecin français.

## Biographie
Agrégé de physique biologique à la Faculté de médecine de Strasbourg à partir de 1930, il est mobilisé dans l'armée française au début de la Seconde Guerre mondiale. Rejoignant ensuite l'université de Strasbourg repliée à Clermont-Ferrand, il entre dans la Résistanceavec le pseudonyme de Raymond.
Il rejoint le 17 mai 1944 le maquis du Mont-Mouchet. En qualité de médecin-chef du Service de Santé des Forces françaises de l'intérieur du Cantal, il dirigea l’évacuation des blessés après l’attaque allemande contre les forces FFI.
Il est fait prisonnier puis immédiatement abattu par l'armée allemande.

## Reconnaissance
Son nom figure sur le monument aux morts de Beaumont, ainsi que sur les plaques commémoratives de l'Université de Strasbourg et sur celle de médecine de Paris-Descartes.
Le 11 novembre 1947, son corps est transféré dans la crypte de la chapelle de la Sorbonne, aux côtés des victimes représentant la Résistance universitaire.
Une rue porte son nom à Strasbourg.

## Décorations
Il est reconnu Mort pour la France et Interné résistant,.
- Chevalier de la Légion d'honneur[3]
- Croix de guerre 1939-1945[3]
- Médaille de la Résistance française avec rosette par décret du 24 avril 1946[8].
- Médaille des services militaires volontaires, bronze